# Епархия Борбы
Епархия Борбы  (лат. Dioecesis Borbensis) — епархия Римско-Католической церкви с центром в городе Борба, Бразилия. Епархия Борбы входит в митрополию Манауса. Кафедральным собором епархии Борбы является церковь святого Антония Падуанского.

## История
13 июля 1963 года Римский папа Павел VI издал буллу Ad Christi divini, которой учредил территориальную прелатуру Борбы, выделив её из архиепархии Манауса и территориальной прелатуры Паринтинса (сегодня — Епархия Паринтинса).
12 февраля 1996 года на основании декрета Quo aptius Конгрегации по делам епископов она уступила муниципалитет Апуи епархии Умайты, получив взамен муниципалитет Маникоре. Однако 20 января 2003 года Маникоре вернулся в епархию Умайты.
Папа Франциск 18 ноября 2022 года возвёл территориальную прелатуру Борбы в ранг епархии.

## Ординарии епархии
- епископ Adriano Jaime Miriam Veigle (18.06.1964 — 6.07.1988);
- епископ José Afonso Ribeiro (6.07.1988 — 3.05.2006);
- епископ Elói Róggia (3.05.2006 — 20.09.2017, в отставке);
- епископ Zenildo Luiz Pereira da Silva, C.SS.R. (20.09.2017 — по настоящее время).

## Источник
- Annuario Pontificio, Ватикан, 2007
- Булла Ad Christi divini  (лат.)